# Kocioł parowy przepływowy
Kocioł parowy przepływowy – kocioł parowy bez walczaków, w którym podgrzewacz wody, parownik i przegrzewacz połączone są szeregowo, a woda, przepływając przez kolejne segmenty przechodzi ze stanu ciekłego w parę przegrzaną. Stosowane od lat 20. XX wieku.
Kocioł przepływowy jest jedynym kotłem pozwalającym uzyskać ciśnienie ponadkrytyczne. Wymaga stosowania wody kotłowej o najwyższej jakości (demineralizowanej i odgazowanej) oraz automatycznych układów sterujących, dostosowujących dawkę paliwa oraz ciśnienia i temperatury w układzie do zmiennego obciążenia kotła.
Kotły przepływowe o najwyższych ciśnieniach (do 350 barów) i wielkiej wydajności (do 150 Mg/h) buduje się w elektrowniach.
Najpowszechniejszymi kotłami przepływowymi są kocioł Bensona, kocioł Ramzina i kocioł Sulzera.